# 산호수
산호수(珊瑚樹, Ardisia pusilla)는 자금우과에 딸린 상록소관목이다.

## 생태
열매가 산호처럼 아름답다하여 일본에서는 산호수라고 부르며, 습한 환경을 좋아한다. 한국에서는 제주도 저지의 숲 밑이나 골짜기에 나며, 높이는 5-8cm이다. 전체에 갈색의 긴 털이 분포하고 땅속줄기가 발달했다. 잎은 땅속 줄기에서도 나오고, 땅위 줄기에는 윤생(돌려나기)하며, 양면에 붉은 갈색의 긴 털이 밀생한다. 타원형이며 가장자리에 거친 톱니가 있다. 꽃은 흰색으로 잎겨드랑이에서 산형으로 달리고 밑으로 처진다. 열매는 핵과로 둥근 모양이며 붉은색으로 익는다. 자금우에 비하여 잎과 줄기에 털이 많고 연약한 편이다.

## 역사 기록
《고려사》에 전라도 정안현(오늘날 장흥군), 영광군, 보성군 등에서 이 식물을 바친 기록이 보인다.

## 참고 문헌
- 이 문서에는 다음커뮤니케이션(현 카카오)에서 GFDL 또는 CC-SA 라이선스로 배포한 글로벌 세계대백과사전의 내용을 기초로 작성된 글이 포함되어 있습니다.